# Christian Wedell
Christian Gustav lensgreve Wedell(-Wedellsborg) (22. juli 1701 på Søndergårde – 29. januar 1759 på Wedellsborg) var en dansk godsejer og officer.
Han var søn af grev Hannibal Wedell, blev 1719 kaptajn i Dronningens Livregiment, men forflyttedes 1720 til Livgarden til Fods. 1727 udnævntes han til oberstløjtnant i grev Christian Friis' hvervede rytterregiment, men tog 1732 sin afsked fra militærtjenesten. 1721 var han blevet kammerherre, havde 1727 fået det hvide bånd og var amtmand over Segeberg Amt. Efter opnået myndighedsalder tiltrådte Wedell besiddelsen af grevskabet Wedellsborg, der af hans formyndere var blevet forøget med meget hartkorn. Han skildres som en slet økonom, der atter afhændede en stor del jordegods; 1750 bortsolgte han Søndergårde. Wedell, der 1750 blev gehejmeråd, døde 29. januar 1759.
Han var tre gange gift: 1. gang ca. 1725 med Catharine Elisabeth Arnoldt (1709- 1737), datter af feltmarskal Hans Jacob Arnoldt, 2. gang 1741 med Mathea Catharine de Werenskiold (1706-1743), datter af konferensråd Arndt Niels Wernersen de Werenskiold og Elisabeth de Tonsberg, 3. gang med grevinde Conradine Christiane Danneskiold-Samsøe (1725 – 7. januar 1785), datter af gehejmeråd, grev Christian Danneskiold-Samsøe og Catharine Christiane von Holstein. Han var far til Hannibal Wedell.